# 小山岩治郎
小山 岩治郎（こやま いわじろう、天保9年〈1838年〉 ‐ 明治28年〈1895年〉2月25日）とは、江戸時代末期から明治時代にかけての人物。名前は「岩次郎」とも。

## 来歴
信濃国高井郡小布施村の商人小山平左衛門（屋号穀屋）の次男。小布施で葛飾為斎に絵を注文し、為斎や北斎の娘お栄（葛飾応為）から絵手本を貰い絵を学んだ。また佐久間象山の門人で、象山より留影機（写真機）を借り、洋画を描くための手本にしようとしたという。小布施にある油絵「魚貝静物図」には「北斎」の落款があるが、実際にはこの岩治郎の作といわれる。柴田是真とも交流があった。明治12年（1879年）6月、長野県上高井郡小布施村戸長に就任。明治18年には戸長役場筆生となる。享年58。